# Эверуман
Эверуман (швед. Över-Uman, также норв. Över-Uman) — озеро, расположенное на севере Швеции, на границе с Норвегией, в Лапландии.

## Общие сведения
Небольшая часть озера, расположена на норвежской территории, в Норвегии называется Умбукта. Площадь — 84,47 км², средняя глубина — 20,5 м, максимальная глубина — 78,8 м. Расположено на высоте 523,8 метров над уровнем моря. Из озера берёт начало река Умеэльвен, впадающая в Ботнический залив Балтийского моря.
Вдоль северного берега озера проходит автодорога E12.